# Micaela Pignatelli
Micaela Pignatelli , née à Naples le 11 mars 1945 et morte le 30 octobre 2023 à Rome, est une actrice italienne.

## Biographie
Son père est le général Guido Cendali et sa mère la princesse Andreina Pignatelli. Elle était la femme de l'acteur Flavio Bucci.

## Filmographie
- 1965 : Le Tigre se parfume à la dynamite de Claude Chabrol : Sarita Sanchez
- 1966 : Dio, come ti amo! de Miguel Iglesias : Angela
- 1966 : Lo scandalo de Anna Gobbi : Antonella
- 1967 : Flashman contre les hommes invisibles de Mino Loy : Nevenka
- 1967 : Goldface il fantastico Superman de Bitto Albertini : Pamela
- 1968 : Gungala, la panthère nue (Gungala la pantera nuda) de Ruggero Deodato : Julie
- 1968 : Candy de Christian Marquand : girl
- 1968 : La Loi des gangsters (La legge dei gangsters) de Siro Marcellini : Rosy
- 1969 : Amarsi male de Fernando Di Leo : Elena Soriani
- 1970 : Alba pagana de Ugo Liberatore : Amanda
- 1970 : El último día de la guerra de Juan Antonio Bardem : Erika
- 1970 : Échec à la maffia (Scacco alla mafia) de Warren Kiefer : Marjorie Mills
- 1972 : La Nuit des fleurs (La notte dei fiori) de Gian Vittorio Baldi : Micaela
- 1974 : La Lame infernale (La polizia chiede aiuto) de Massimo Dallamano : Rosa
- 1976 : La Merde (Perché si uccidono) de Mauro Macario : la sœur d'Andrea
- 1980 : Maudits je vous aimerai ! (Maledetti vi amerò) de Marco Tullio Giordana : Letizia
- 1989 : Sanctuaire (La chiesa) de Michele Soavi : la photographe